# Solar de Santo António

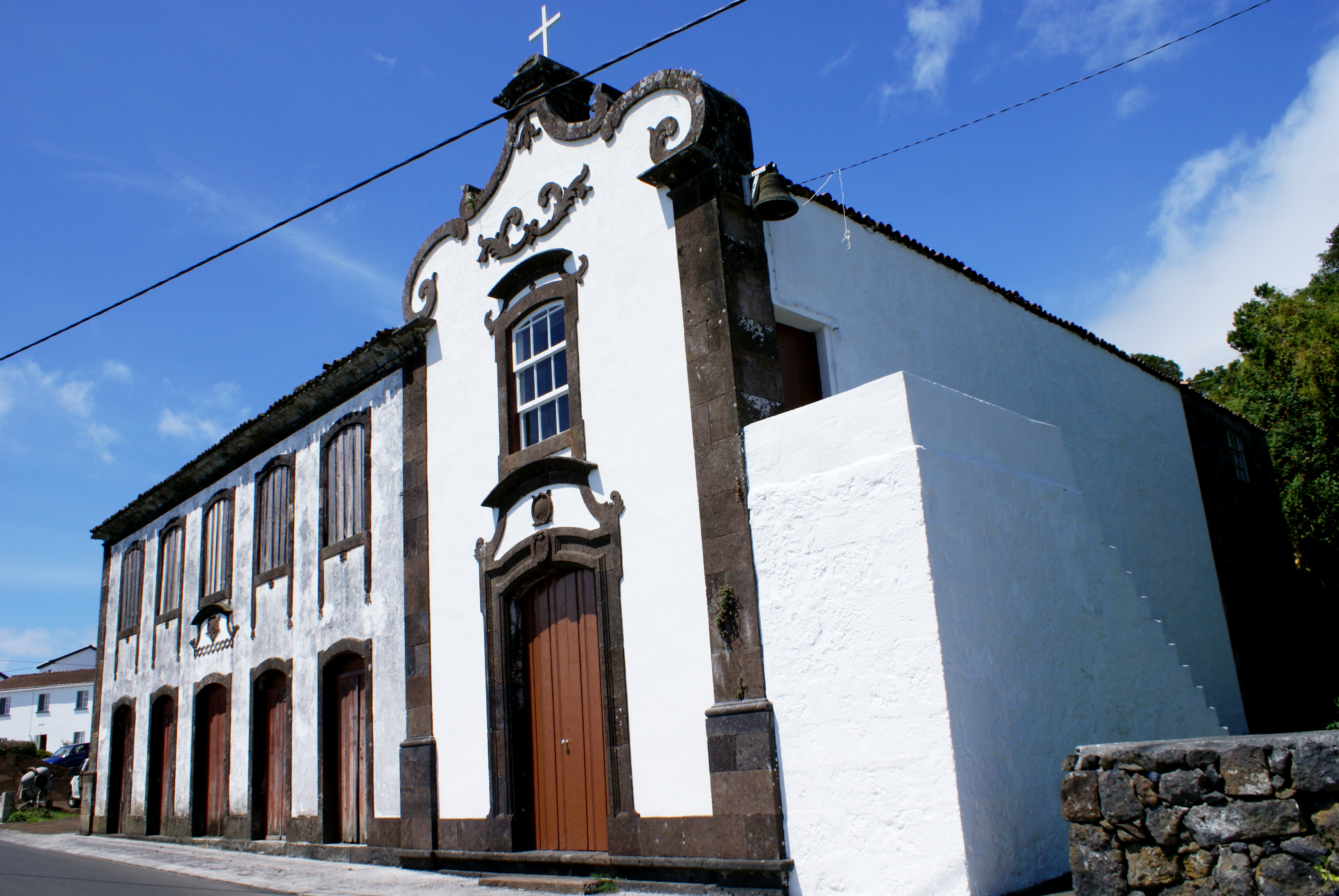
Solar e ermida de Santo António.

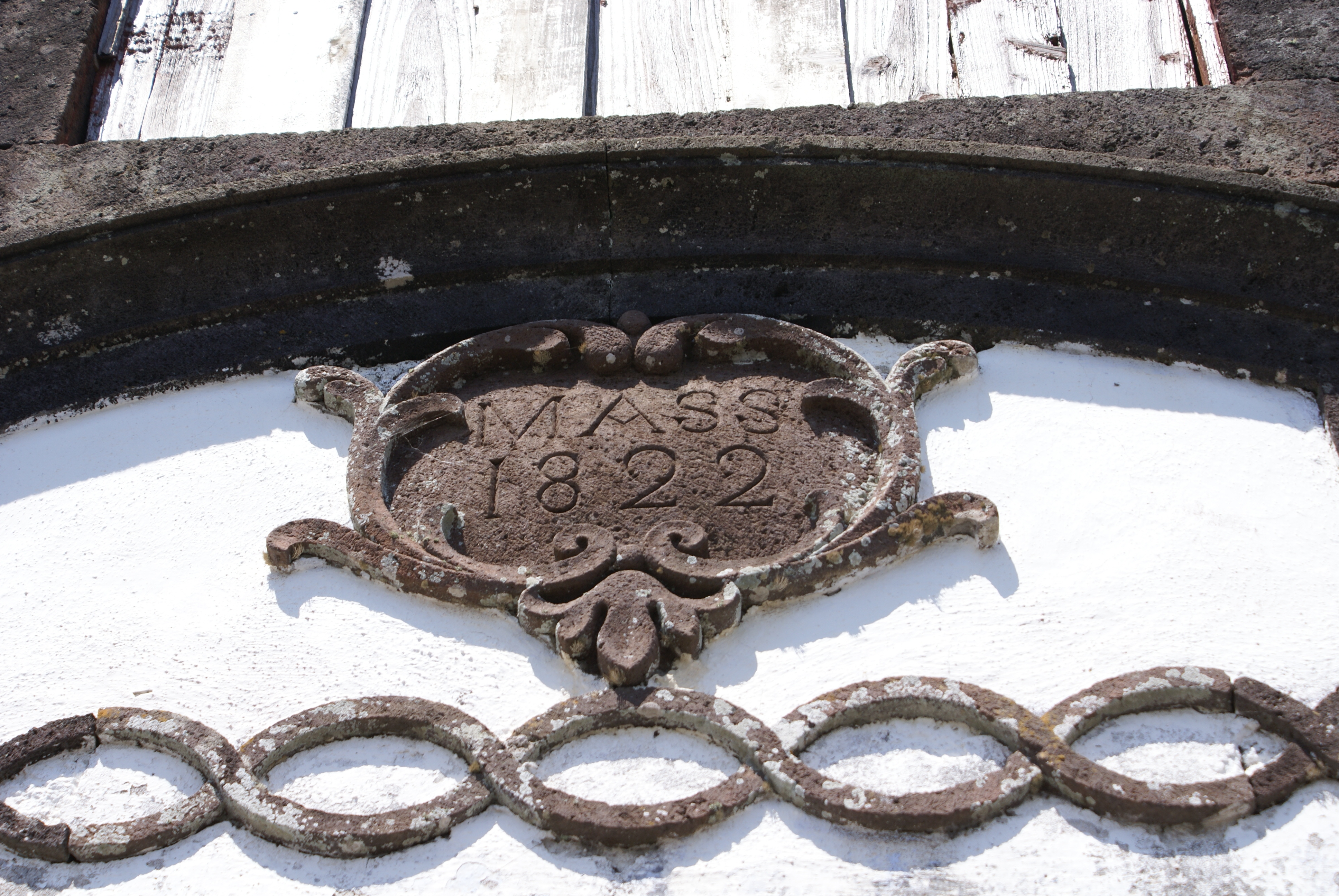
Inscrição sobre a porta de entrada do Solar de Santo António.

O Solar de Santo António é um solar português do século XIX localizado no caminho entre a freguesia da Calheta e a freguesia da Ribeira Seca no concelho da Calheta, ilha de São Jorge, Açores.
Apresenta-se como uma construção sólida dotada de excelente cantaria de basalto de cor negra que se podem ver tanto em redor das janelas e das portas, mas também das esquinas.
Sobre a porta principal do solar é possível ler a inscrição: MASS 1822, que será a data de edificação do solar.
Anexa a este solar encontra-se a Ermida de Santo António que foi construída em 1816.